# Signs of Hope
Signs of Hope est un groupe de punk hardcore et straight-edge américain, originaire de Bridgeport, dans le Connecticut.

## Biographie
Signs of Hope est formé en septembre 2003 à Bridgeport, dans le Connecticut. Cette même année, le groupe publie une démo, Demo '03. Après la sortie de leur démo, Signs of Hope enregistre leur premier album studio. L'album, intitulé First and Foremost est publié au label Detonate Records. L'album comprend dix chansons typiquement punk hardcore. Après un succès procuré grâce à cet album ainsi qu'aux nombreuses tournées.
En 2008, un album EP est rendu disponible sous le nom de Choices Made, un maxi qui contient cinq nouvelles chansons. En 2011, le groupe publie un split le groupe Carry the Torch au label Goodwill Records. Signs of Hope cesse ses activités la même année.

## Membres
- Paul - voix
- Evan - guitare
- Robert (Bhob) - guitare, basse
- Shredder - guitare
- Flea - basse
- Animal - batterie
- Jon - guitare
- Wes - basse
- Brian - batterie
- Wayne - guitare

## Discographie
- 2003 : Demo '03
- 2007 : First and Foremost
- 2008 : Choices Made (EP)